# Johnny Gonebad
Johnny Gonebad är det svenska hårdrocksbandet Bulletrains första EP, släppt den 14 juli 2007. EP:n producerades av Klas Ideberg, från Darkane, och spelades in i Sensus Studios i Helsingborg. Före lanseringen av Johnny Gonebad hade Bulletrain 2006 gett ut en demo, 1000 Miles an Hour, och bandet hade även bytt ut sin kompgitarrist från Adam Börvall till Robin Bengtsson. EP:n var först tänkt att lanseras i maj 2007, men detta sköts upp till juli samma år av okänd anledning. 500 kopior trycktes av Johnny Gonebad på CD och under en begränsad tid fanns låtarna att ladda ned från Bulletrains hemsida. Två av låtarna från EP:n, "Joanna's Secret" och "Bad Blood (Outta Love)", spelades senare in igen för debutalbumet Start Talking (2014).

## Låtlista
| Nr           | Titel                  | Längd |
| ------------ | ---------------------- | ----- |
| 1.           | Johnny Gonebad         | 3:29  |
| 2.           | Joanna's Secret        | 3:53  |
| 3.           | Bad Blood (Outta Love) | 6:20  |
| 4.           | Livin' a Dream         | 4:09  |
| Total längd: | Total längd:           | 17:51 |

## Medverkande
- Robert Lindell – sång
- Mattias Persson – sologitarr
- Robin Bengtsson – kompgitarr
- Tim Svalö – elbas
- Jonas Tillheden – trummor

### Övriga medverkande
- Klas Ideberg – producent